# Rob Lane
Rob Lane (Londra, 1965) è un compositore inglese.
Ha composto musiche per film e serie televisive, tra cui: Merlin, Elizabeth I e John Adams.

## Filmografia parziale

### Cinema
- Il manuale del giovane avvelenatore (The Young Poisoner's Handbook), regia di Benjamin Ross (1995)
- Red Dust, regia di Tom Hooper (2004)
- Best Laid Plans, regia di David Blair (2012)
- Nezouh - Il buco nel cielo (Nuzūḥ), regia di Sudad Ka'dan (2022)

### Televisione
- Elizabeth I – miniserie TV, 2 puntate (2005)
- John Adams – miniserie TV, 4 puntate (2008)
- Merlin – serie TV, 59 episodi (2008-2012)
- Atlantis – serie TV, 13 episodi (2013)
- Beowulf: Return to the Shieldlands – serie TV, 11 episodi (2016)
- MotherFatherSon – miniserie TV, 8 puntate (2019)
- A Discovery of Witches - Il manoscritto delle streghe (A Discovery of Witches) – serie TV, 25 episodi (2018-2022)
- Il re d'inverno - Artù, dal mito alla leggenda (The Winter King) – serie TV (2023-in corso)

## Premi
- BAFTA Award - vinto nel 2006 per Elizabeth I[2]
- IFMCA Award - vinto nel 2008 per John Adams, in collaborazione con Joseph Vitarelli.[3]